# Яловий Окіп
Я́ловий Окі́п — село в Україні, у Роменському районі Сумської області. Населення становить 144 осіб. Входить до складу Липоводолинської селищної громади.
Після ліквідації Липоводолинського району 19 липня 2020 року село увійшло до Роменського району.

## Географія
Село Яловий Окіп розташоване на відстані 1 км від села Столярове. По селу тече струмок, що пересихає, із загатою.

## Історія
Село постраждало внаслідок геноциду українського народу, проведеного урядом СРСР 1923—1933 та 1946–1947 роках, кількість встановлених жертв — 84 людини.
До 2019 року орган місцевого самоврядування — Берестівська сільська рада.

## Економіка
- Свино-товарна ферма.